# Haut-fourneau d'Haybes
Le haut-fourneau d'Haybes est un haut-fourneau situé à Haybes, en France.

## Description
Les éléments subsistants sont ceux du haut fourneau dont deux faces du gueulard (trou par lequel est chargé le minerai de fer) subsistent. Ces gueulards sont en moellon de schiste. Les parois intérieures présentent une vitrification due aux fortes chaleurs qui devaient émaner de l'orifice pendant l'exploitation. Ces vestiges sont en grande partie enterrés pour des raisons de sécurité.

## Localisation
Le haut-fourneau est situé sur la commune d'Haybes, dans le département français des Ardennes.

## Historique
Ces vestiges d'une ancienne usine métallurgique détruite se trouvent sur le site de Moraypré, ou bois d'Hérée, en  forêt. Cette usine a peut-être été  construite au XVIe siècle, et est mentionnée dans un texte du XVIIe siècle. 
L'édifice est classé au titre des monuments historiques en 1991.